# 东关基督教堂
沈阳基督教会东关教堂原名东关基督教堂，是中国辽宁省沈阳市的一所基督教新教教堂，位于大东区东顺城街三自巷8号。目前，它是中国东北地区面积最大的和年代最久的新教教堂之一，也作为中国和朝鲜半岛的朝鲜族基督教信仰的发源地而闻名。该建筑目前被列为沈阳市文物保护单位。

## 历史沿革
1872年，苏格兰长老会差会传教士罗约翰来盛京传教，在中街设堂布道并主持建造教堂。1887年，罗约翰在盛京第一次翻译《新约圣经》成朝鲜文。1889年，东关基督教堂在盛京城大东门处正式落成，可容纳1000余人。1900年6月，原教堂建筑由于义和团运动而遭到焚毁，教会停止宗教活动。1907年，罗约翰以庚子赔款在原址重建教堂礼拜堂。1928年，因教会人员规模不断发展，东关教会在大礼拜堂西侧增建7间大房与大礼拜堂相连。至此，东关基督教会发展为东北地区规模最大的教会。1931年，九一八事变后，英国、丹麦等国传教士遭驱逐。文化大革命期间，东关基督教堂遭到冲击，宗教活动被迫停止。1979年12月23日，东关教堂宗教活动正式恢复。

## 建筑特点
教堂总占地面积为4000平方米，由大礼拜堂、钟楼、守望楼、东西耳房和倒座门房组成。教堂四周砌有青砖磨缝，封檐结构。